# Балакин, Борис Иванович
Борис Иванович Балакин (16 июля 1913 — 31 января 1964) — советский актёр театра и кино.

## Биография
После учёбы в профильном ФЗУ завода «Серп и молот» работал на ряде московских предприятий (1930—1935).
Окончил Оперно-драматическую студию имени Станиславского в 1945 году. Во время войны выезжал в составе концертных бригад на фронт. Артист Московского театра имени К. С. Станиславского (1945—1949), затем перешёл в МХАТ СССР имени М. Горького.
Дебютировал в кино на студии «Мосфильм» в ленте «Алёшкина любовь» (1960). Получил известность после исполнения роли Кондрата Степановича в фильме Василия Шукшина «Живёт такой парень» (1964). На студийные съёмки этой картины он приезжал больной с высокой температурой. Скончался прямо в декорациях, когда съёмочная группа ушла обедать. Хотя актёр должен был сняться и в других сценах фильма, Шукшин принял решение не заменять актёра и не переснимать его сцены. Имя и фамилия Балакина в титрах в рамку не взяты.
В начале 1964 года кинорежиссёр Семён Туманов пригласил Балакина на роль милиционера в фильм «Ко мне, Мухтар!», однако тот не дожил до съёмок.
Похоронен в Москве, в колумбарии Новодевичьего кладбища.

## Фильмография
- 1955 — Попрыгунья — крестьянин в телеге (нет в титрах)
- 1960 — Алёшкина любовь — Илья
- 1963 — Я шагаю по Москве — таксист
- 1964 — Живёт такой парень — Кондрат Степанович, шофёр